# Матюшкино (Вологодская область)
Матюшкино — деревня в Междуреченском районе Вологодской области.
Входит в состав Старосельского сельского поселения, с точки зрения административно-территориального деления — в Старосельский сельсовет.
Расстояние по автодороге до районного центра Шуйского — 28 км, до центра муниципального образования Старого — 10 км. Ближайшие населённые пункты — Починок, Щелково, Карпово.
По переписи 2002 года население — 3 человека.